# Quận Nottoway, Virginia
Quận Nottoway là một quận thuộc tiểu bang Virginia, Hoa Kỳ.
Quận này được đặt tên theo. Theo điều tra dân số của Cục điều tra dân số Hoa Kỳ năm 2000, quận có dân số 15.725 người. Quận lỵ đóng ở Nottoway6.

## Địa lý
Theo Cục điều tra dân số Hoa Kỳ, quận có diện tích 819 km2, trong đó có 4 km2 là diện tích mặt nước.

### Quận giáp ranh
- Quận Amelia - bắc
- Quận Dinwiddie - đông
- Quận Brunswick – đông nam
- Quận Lunenburg – tây nam
- Quận Prince Edward - tây